# Kněžmost
Kněžmost (en allemand : Fürstenbruck) est une commune du district de Mladá Boleslav, dans la région de Bohême-Centrale, en République tchèque. Sa population s'élevait à 2 359 habitants en 2024.

## Géographie
Kněžmost se trouve à 7 km au sud-est de Mnichovo Hradiště, à 13 km au nord-est de Mladá Boleslav et à 63 km au nord-est de Prague.
La commune est limitée par Boseň, Branžež et Žďár au nord, par Libošovice, Dobšín et Přepeře à l'est, par Obruby, Obrubce, Husí Lhota et Dolní Stakory au sud, et par Bakov nad Jizerou et Mnichovo Hradiště à l'ouest.

## Histoire
La première mention écrite de la localité date de 1318.

## Administration
La commune se compose de 15 sections :
- Kněžmost
- Býčina
- Čížovka
- Drhleny
- Chlumín
- Koprník
- Lítkovice
- Malobratřice
- Násedlnice
- Solec
- Soleček
- Srbsko
- Suhrovice
- Úhelnice
- Žantov

## Galerie

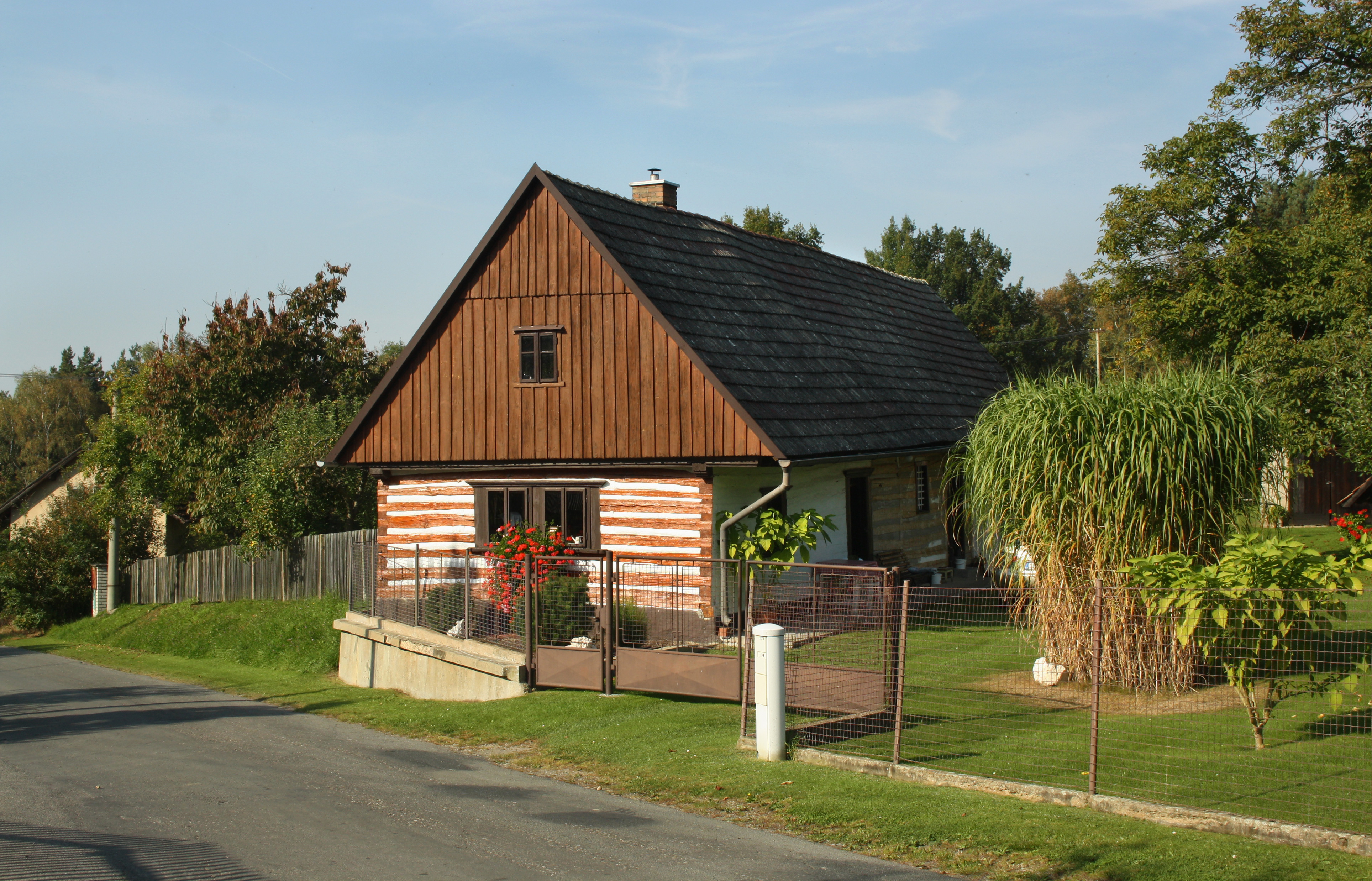
Čížovka : architecture traditionnelle.
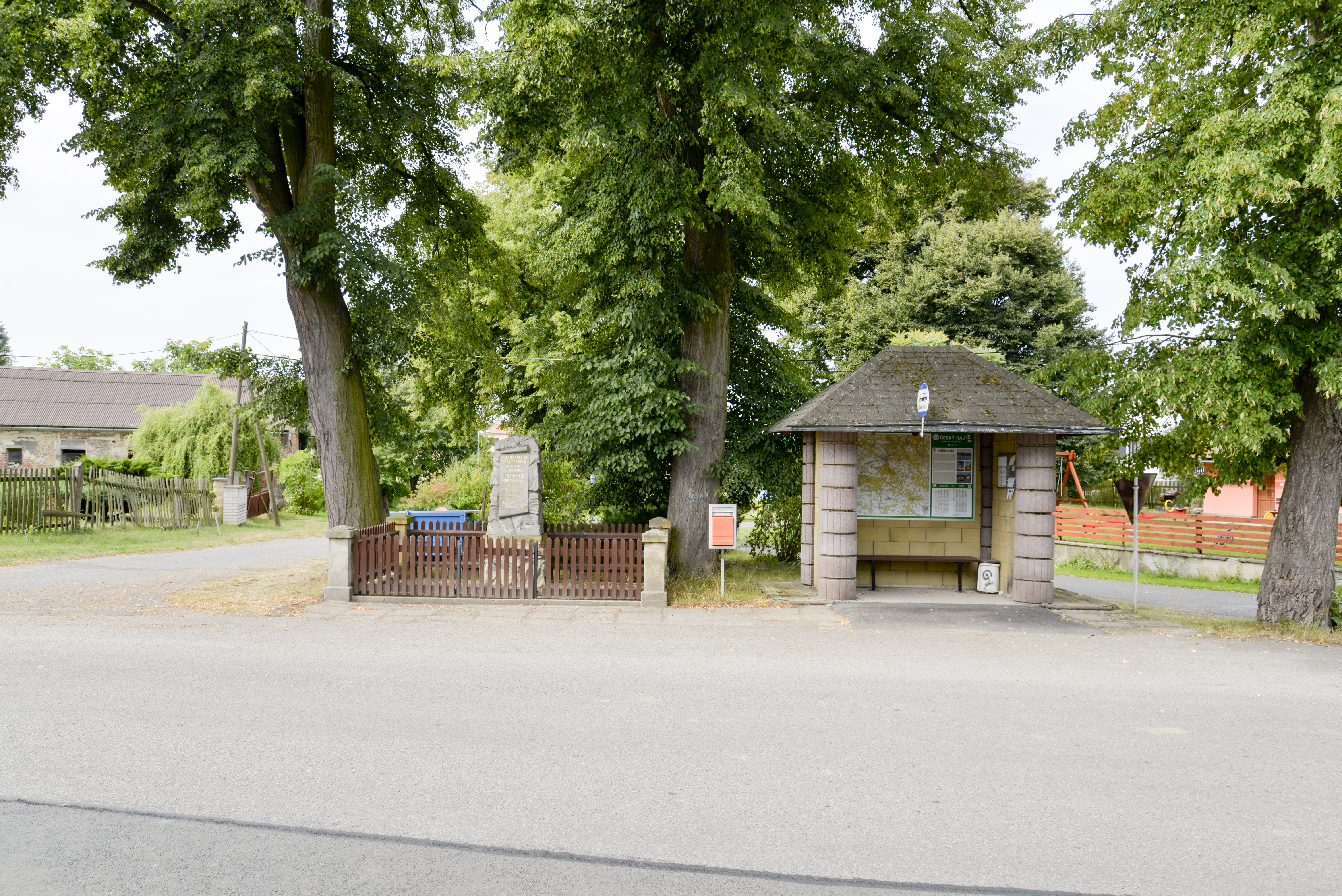
Úhelnice : monument aux morts, arrêt de bus.
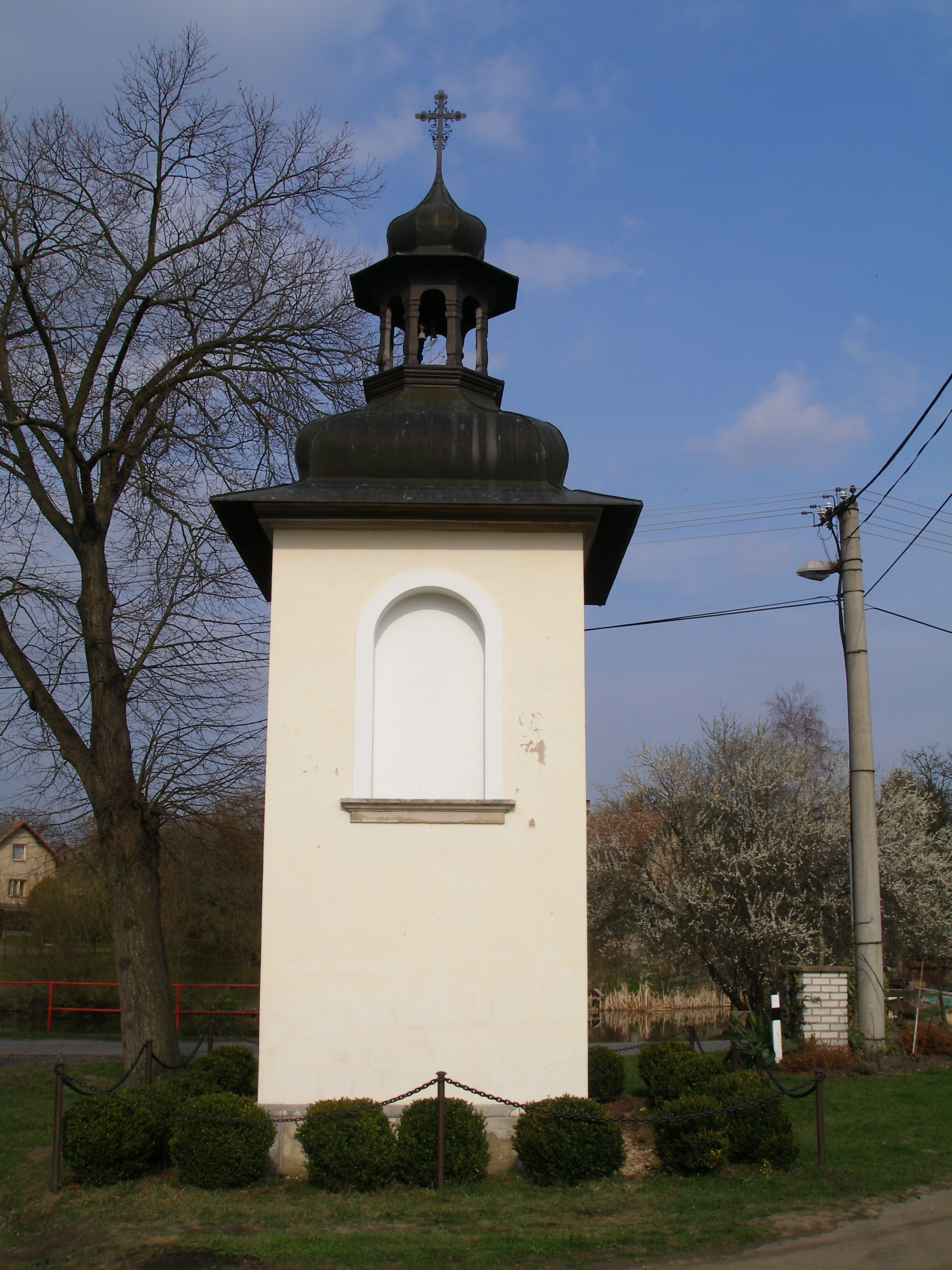
Chapelle à Lítkovice.

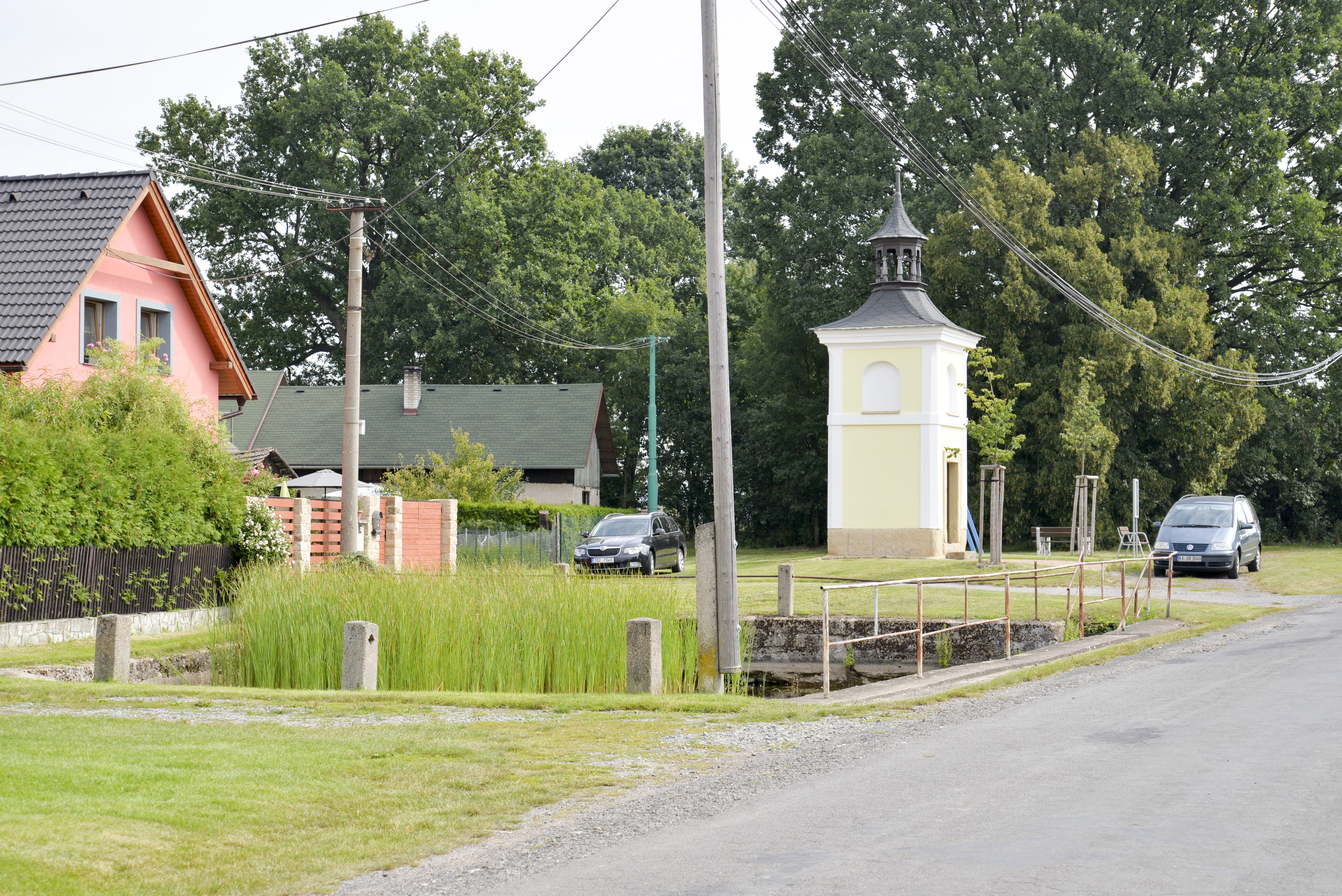
Hameau de Chlumín.
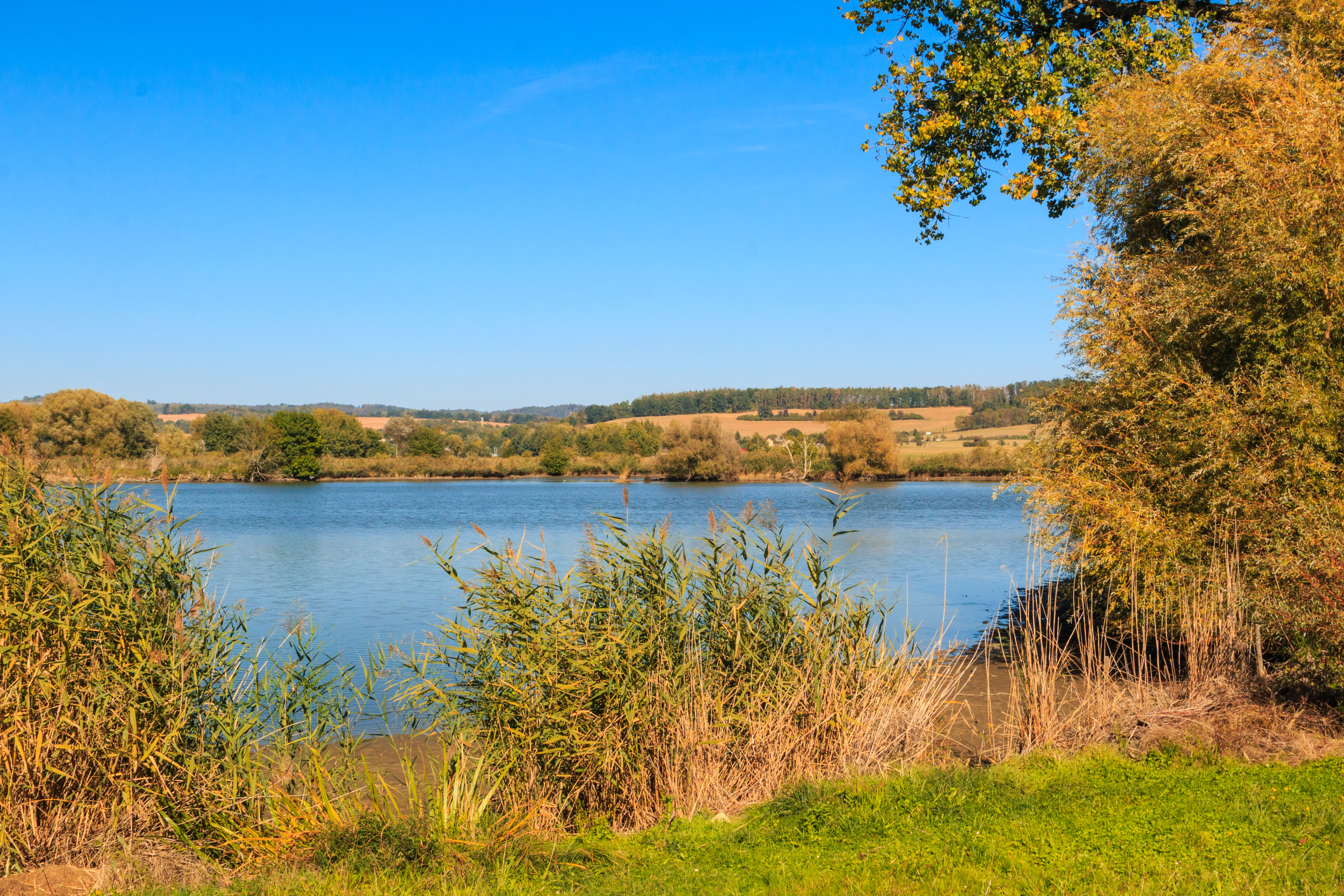
Étang à Kněžmost.

## Économie
Le polygone d'essai (Testovací polygon) de Škoda Auto se trouve à Úhelnice, sur le territoire de la commune.

## Transports
Par la route, Kněžmost se trouve à 8 km de Mnichovo Hradiště, à 17 km de Mladá Boleslav , à 41 km de Liberec et à 77 km de Prague. 